# Estación de Unidad Modelo (Metrorrey)
La estación de Unidad Modelo es una estación de la línea 1 del metro de Monterrey. Está localizada en la Ave. Aztlán en Monterrey en frente de la colonia Unidad Modelo y Valle de Santa Lucía.
La estación es accesible para personas con discapacidades.
Esta estación se nombró así porque esta enfrente de la colonia del mismo nombre, su logotipo está representado por la silueta de 2 casas por el carácter habitacional de dicha zona.